# Davie Irons
David John Irons (Glasgow, 18 de julho de 1961) é um ex-futebolista e treinador de futebol britânico. Atualmente treina o Gretna 2008.

## Carreira
Profissionalizou-se em 1979, no Queen of the South, pelo qual atuou durante um ano. Defendeu ainda Ayr United, Clydebank, Dunfermline Athletic, Partick Thistle, St. Johnstone, Annan Athletic e Gretna, onde encerrou a carreira em 2005, aos 44 anos de idade.
Irons ainda voltaria aos gramados em 2009, jogando pelo Threave Rovers, clube da Liga de Futebol do Sul da Escócia, aposentando-se em definitivo aos 48 anos.

## Carreira de treinador
Quando ainda jogava pelo Clydebank, em 1997, foi escolhido como técnico interino dos Bankies em dupla com Kenny Brannigan. Ele acumulou as 2 funções no Alloa Athletic até 2002.
Já aposentado, o ex-volante comandou o Gretna em 2 períodos - interino em 2007 e efetivado para a temporada 2007-08. Irons Ainda comandou Greenock Morton, Stenhousemuir e Carlisle United (também como interino) e, desde agosto de 2017, treina o Gretna 2008, juntamente com Andy Aitken, com quem atuara entre 2004 e 2005.